# روكو هنت
روكو هنت (بالإيطالية: Rocco Hunt) هو رابر ومغني إيطالي، ولد في 21 نوفمبر 1994 في ساليرنو في إيطاليا.

## وصلات خارجية
- الموقع الرسمي
- روكو هنت على موقع IMDb (الإنجليزية)
- روكو هنت على موقع ميوزك برينز (الإنجليزية)
- روكو هنت على موقع أول ميوزيك (الإنجليزية)
- روكو هنت على موقع ديسكوغز (الإنجليزية)